# Antonella Cannarozzi
Antonella Cannarozzi (Taranto, ...) è una costumista italiana.
Ha ottenuto la nomination all'Oscar per i migliori costumi nell'ambito dei Premi Oscar 2011 per il suo lavoro nel film Io sono l'amore.

## Filmografia
- 1997 - Tano da morire
- 1998 - Ecco fatto
- 2000 - Sangue vivo
- 2001 - Benzina
- 2005 - Provincia meccanica
- 2005 - Melissa P.
- 2006 - Anime veloci
- 2007 - In memoria di me
- 2008 - Riprendimi
- 2008 - L'uomo che ama
- 2009 - Io sono l'amore
- 2010 - La solitudine dei numeri primi
- 2011 - Missione di pace
- 2012 - A fari spenti nella notte (film TV)
- 2012 - Padroni di casa
- 2013 - Viaggio sola
- 2013 - In Treatment (serie TV)
- 2014 - Controra
- 2014 - Pane e burlesque
- 2015 - Io e lei
- 2016 - Pericle il nero
- 2018 - Figlia mia
- 2018 - L'amica geniale (serie TV)
- 2021 - Il paradiso del pavone
- 2022 - Trafficante di virus
- 2023 - Finalmente l'alba